# Promachus noninterponens
Promachus noninterponens är en tvåvingeart som beskrevs av Ricardo 1920. Promachus noninterponens ingår i släktet Promachus och familjen rovflugor. Inga underarter finns listade i Catalogue of Life.